# 커버걸 (화장품)
커버걸(CoverGirl)은 미국의 화장품 브랜드이다. 녹셀(Noxell) 화학사에서 창립하였으며 1989년 프록터 앤드 갬블(P&G)사가 인수하였다.